# محمد بن عيسى (سياسي مغربي)
محمد بن عيسى (1355- 1446 هـ / 1937- 2025 م)، هو سياسي مغربي. شغل عدَّة مناصب مهمَّة منها سفير للمملكة المغربية في الولايات المتحدة الأمريكية من 1993 إلى 1999، ثم وزير للخارجية من 1999 إلى 2007.

## سيرته
وُلد محمد بن عيسى بمدينة أصيلة، يوم الأحد 21 شوَّال 1355هـ الموافق 3 يناير (كانون الثاني) 1937م. منذ صغر سنه أعرب عن ولعه بالثقافة ومجال الاتصال، وفي عمر السادسة عشر انتقل إلى مصر لدراسة الصحافة.
عام 1961، حاز على منحة لمتابعة دراسته في الولايات المتحدة الامريكية فحصل على شهادة (بكالوريوس) في الصِّحافة من جامعة منيسوتا. وبدأ عمله ملحقًا إعلاميًّا في البعثة المغربية الدائمة إلى الأمم المتحدة.
إضافة إلى عمله مبعوثًا إلى الأمم المتحدة، أجرى دراسات عن مناطق مختلفة في إفريقيا لتقييم ظروفها التنموية والبيئية، وأسهم في البحث عن حلول طويلة الأمد لتحسين الظروف المعيشية فيها. عام 1976، عاد إلى المغرب ورأسَ إدارة جريدة تصدر باللغتين العربية والفرنسية، وأصبح عضوَ المجلس البلدي، ثم انتُخِب نائبًا في البرلمان المغربي ممثلًا مدينته أصيلة. وقد كان هذا الترشيح الخطوةَ الأولى في مسؤوليات سياسية ذات أهمية.

## مناصبه
شغل محمد بن عيسى منصب رئيس بلدية مدينة أصيلة، والأمين العام لمؤسسة منتدى أصيلة، وسبق له أن عمل مسؤولَ معلومات في مقرِّ الأمم المتحدة في نيويورك وأديس أبابا في منتصف الستينيات. وتقلد مناصبَ في روما وغانا منها مدير للمعلومات في منظمة الأغذية والزراعة التابعة للأمم المتحدة.
في سنة 1977، انتُخِب نائبًا في البرلمان. وفيما بين عامي 1985 و1992 تولَّى منصب وزير الثقافة. ثم عُيِّن سفيرًا للمملكة المغربية في الولايات المتحدة الأمريكية من 1993 إلى 1999. ثم وزيرًا للخارجية من 1999 إلى 2007.

## جوائزه
- وسام العرش من درجة ضابط، عام 1993.[8]
- وسام العرش من درجة ضابط كبير، عام 2008.
- جائزة آغا خان للهندسة المعمارية، في سويسرا، عام 1998، عن مشروع التنمية الحضرية لمدينة أصيلة.[7]
- ميدالية بيرو البلدية، عام 2003.[7]
- دكتوراه فخرية في القانون من جامعة مينيسوتا، في 4 ديسمبر 2007، لإنجازاته في سلك الخدمة العامَّة.[9]

- جائزة الشيخ زايد للكتاب، جائزة أفضل شخصية ثقافية للدورة الثانية 2007- 2008.[6][10]
- درع الألكسو، سلَّمه إياها المدير العام للمنظمة، في 2 يونيو 2019، تقديرًا لعمله التنظيمي في منتدى أصيلة السنوي.[11][12]

- جائزة بطرس غالي، من مصر، في مجال الدبلوماسية والسلام.[13][14]

## وفاته
توفي محمد بن عيسى يوم الجمعة 29 شعبان 1446هـ الموافق 28 فبراير (شُباط) 2025م، عن عمر ناهز إحدى وتسعين سنة هجرية.